# Recopa Sudamericana 2012
La Recopa Sudamericana 2012 (ufficialmente Recopa Santander Sudamericana 2012 per ragioni di sponsorizzazione) è stata la ventesima edizione della Recopa Sudamericana. Si è trattato di una finale con partite di andata e ritorno tra i vincitori della Coppa Libertadores dell'anno precedente e i vincitori della Coppa Sudamericana dell'anno precedente, ovvero il Santos e l'Universidad de Chile.
La partita d'andata si è giocata il 22 agosto a Santiago, mentre la gara di ritorno è stata disputata il 26 settembre a San Paolo. A conquistare il titolo è stato il Santos che ha pareggiato la gara d'andata per 0-0 e ha vinto quella di ritorno per 2-0.

## Tabellini

### Andata
| Santiago del Cile 22 agosto 2012, ore 21:00 UTC-4 | Universidad de Chile | 0 – 0 referto | Santos | Estadio Nacional de Chile (35 000 spett.)\| Arbitro: \| Néstor Pitana \| |
| Arbitro:                                          | Néstor Pitana        |               |        |                                                                          |

| Universidad de Chile | Santos |

| Universidad de Chile |    |                    |  |     |
|                      |    |                    |  |     |
| P                    | 25 | Johnny Herrera     |  |     |
| D                    | 5  | Albert Acevedo     |  |     |
| D                    | 23 | Sebastián Martínez |  |     |
| D                    | 13 | José Manuel Rojas  |  |     |
| D                    | 3  | Eugenio Mena       |  |     |
| D                    | 6  | Matías Rodríguez   |  | 78’ |
| C                    | 20 | Charles Aránguiz   |  |     |
| C                    | 8  | Guillermo Marino   |  | 80’ |
| C                    | 15 | Roberto Cereceda   |  |     |
| C                    | 22 | Gustavo Lorenzetti |  |     |
| A                    | 8  | Enzo Gutiérrez     |  |     |
| A disposizione:      |    |                    |  |     |
| P                    | 12 | Paulo Garcés       |  |     |
| C                    | 21 | Eduardo Morante    |  |     |
| D                    | 14 | Paulo Magalhaes    |  |     |
| D                    | 24 | Igor Lichnovsky    |  |     |
| C                    | 2  | Ezequiel Videla    |  | 80’ |
| A                    | 16 | Francisco Castro   |  |     |
| A                    | 18 | Christian Bravo    |  | 78’ |
| Allenatore:          |    |                    |  |     |
| Jorge Sampaoli       |    |                    |  |     |

| Santos          |    |                    |  |     |
|                 |    |                    |  |     |
| P               | 1  | Rafael             |  |     |
| D               | 4  | Bruno Peres        |  |     |
| D               | 2  | Bruno Rodrigo      |  |     |
| D               | 6  | Durval             |  |     |
| D               | 16 | Juan               |  |     |
| C               | 15 | Adriano            |  |     |
| C               | 5  | Arouca             |  |     |
| C               | 10 | Ganso              |  |     |
| C               | 17 | Patricio Rodríguez |  | 87’ |
| A               | 9  | André              |  | 64’ |
| A               | 11 | Neymar             |  |     |
| A disposizione: |    |                    |  |     |
| P               | 12 | Aranha             |  |     |
| D               | 13 | David Braz         |  |     |
| D               | 21 | Douglas            |  |     |
| C               | 22 | Gérson Magrão      |  |     |
| C               | 8  | Felipe Anderson    |  | 87’ |
| A               | 20 | Ezequiel Miralles  |  | 64’ |
| A               | 19 | Bill               |  |     |
| Allenatore:     |    |                    |  |     |
| Muricy Ramalho  |    |                    |  |     |

| Assistenti: Ricardo Casas Hernán Maidana Quarto uomo: Germán Delfino |

### Ritorno
| Arbitro: | Martín Vázquez |

|                              |           |  |
| Neymar 27’ Bruno Rodrigo 60’ | Marcatori |  |

| Santos | Universidad de Chile |

| SANTOS:         |    |                    |     |     |
|                 |    |                    |     |     |
| P               | 1  | Rafael             |     |     |
| D               | 4  | Bruno Peres        |     | 70’ |
| D               | 2  | Bruno Rodrigo      |     |     |
| D               | 6  | Durval             | 76’ |     |
| D               | 3  | Léo                |     | 52’ |
| C               | 15 | Adriano            | 18’ |     |
| C               | 5  | Arouca             |     |     |
| C               | 8  | Felipe Anderson    |     |     |
| C               | 17 | Patricio Rodríguez |     | 85’ |
| A               | 9  | André              |     |     |
| A               | 11 | Neymar             |     |     |
| A disposizione: |    |                    |     |     |
| P               | 24 | Vladimir           |     |     |
| D               | 13 | David Braz         |     |     |
| D               | 21 | Douglas            |     |     |
| C               | 22 | Gérson Magrão      |     | 52’ |
| C               | 14 | Ewerton Páscoa     |     | 70’ |
| A               | 20 | Ezequiel Miralles  |     | 85’ |
| A               | 19 | Bill               |     |     |
| Allenatore:     |    |                    |     |     |
| Muricy Ramalho  |    |                    |     |     |

| UNIVERSIDAD DE CHILE: |    |                    |     |     |
|                       |    |                    |     |     |
| P                     | 25 | Johnny Herrera     |     |     |
| D                     | 5  | Albert Acevedo     |     | 51’ |
| D                     | 4  | Osvaldo González   | 60’ |     |
| D                     | 13 | José Manuel Rojas  |     |     |
| D                     | 3  | Eugenio Mena       |     |     |
| C                     | 6  | Matías Rodríguez   |     | 46’ |
| C                     | 20 | Charles Aránguiz   |     | 46’ |
| C                     | 23 | Sebastián Martínez | 56’ |     |
| C                     | 22 | Gustavo Lorenzetti | 88’ |     |
| A                     | 19 | Sebastián Ubilla   | 54’ |     |
| A                     | 9  | Enzo Gutiérrez     |     |     |
| A disposizione:       |    |                    |     |     |
| P                     | 12 | Paulo Garcés       |     |     |
| C                     | 8  | Guillermo Marino   |     | 46’ |
| D                     | 14 | Paulo Magalhaes    |     | 51’ |
| C                     | 15 | Roberto Cereceda   |     |     |
| C                     | 2  | Ezequiel Videla    |     |     |
| A                     | 16 | Francisco Castro   |     | 46’ |
| D                     | 24 | Igor Lichnovsky    |     |     |
| Allenatore:           |    |                    |     |     |
| Jorge Sampaoli        |    |                    |     |     |

| Assistenti: Mauricio Espinosa Miguel Nievas Quarto uomo: Daniel Fedorczuk |